# バリオン数
バリオン数（バリオンすう、英: Baryon number、NB）は、粒子の性質を表す量子数の一つである。

## 概要
バリオン数は、近似的に保存する系の量子数である。クォークは1/3、反クォークは−1/3のバリオン数を持ち、レプトン、各種ボソンなど他の素粒子は全て0である。バリオン数は、次のように定義される：
{\displaystyle B={\frac {1}{3}}\left(n_{\text{q}}-n_{\bar {\text{q}}}\right),}
ここで、nqはクォークの数、nqは反クォークの数である。
したがって、クォーク3つからなるバリオンは1、反バリオンは−1のバリオン数を持ち、クォークと反クォークからなる中間子のバリオン数は0である。このようにハドロンは、バリオン数に従ってバリオンと中間子に分類される。四つのクォークと一つの反クォークからなるペンタクォークや二つのクォークと二つの反クォークからなるのようなテトラクォークのような異種ハドロンも、そのバリオン数に従って、バリオンと中間子に分類される。
歴史的には、バリオンのバリオン数が1となるように定義され、クォークが発見された後に整合を取るため、クォークのバリオン数を1/3とした。（レプトン数に対応するようにクォーク数という名称ではなく）バリオン数という名称も、この歴史的経緯に由来する。

## バリオン数保存則
標準理論では、バリオン数は保存されると従来考えられてきた。言い換えれば、クォークと反クォークの数は対消滅・対生成を除いては、粒子反応の前後で保存される。グルーオンやウィークボソンの交換によりカラーやフレーバーは変化するが、クォーク自体が消えたり生まれたりすることはない。
しかし、標準理論においてもカイラルアノマリーと呼ばれる過程により、バリオン数が保存しないことがわかった。インスタントンやスファレロンの理論では、電弱スファレロンはバリオン数を3だけ変える。
また大統一理論においては、クォークとレプトンは同一の粒子の異なる状態であるとみなされ、互いに変換されうる。二つのクォークは非常に低い頻度でXボソンを交換してレプトンと反クォークに変化する。この過程でバリオン数は2/3から−1/3に変化する。陽子の中でこれが起これば陽子崩壊となり、陽子は中間子とレプトンに崩壊する。
宇宙の創生では、バリオン数 0 の初期状態から上記のような反応によりバリオンが生成され、バリオン数が正の宇宙が生まれたと考えられているが、詳細は不明である。（バリオン生成およびレプトン生成参照）

## バリオン数 vs. クォーク数
バリオン数は、クォークモデルが確立されるよりずっと前に定義された。そこで、バリオン数の定義をクォーク数（レプトン数に対応するように）に変えるより、素粒子物理学者たちは単にクォークに1/3のバリオン数を与えた。今日では、クォーク数の保存と言った方が、より正確なはずである。

## ハドロンのバリオン数
クォークは強い相互作用によって結びつき、ハドロンを形成する。ハドロン全体のバリオン数は、構成するクォークのバリオン数の和になる。
ハドロンを構成するクォークは "赤"・"緑"・"青"のいずれかの"色"を持つが、ハドロン全体としての"色"は"白"でなければならないという制約がある（カラーの閉じ込め）。そのため、通常のハドロンは大きく分けて以下の3種類である：
- ある色カラーのクォークと、対応する反カラーの反クォークによる中間子。バリオン数は0である。
- それぞれ異なるカラーの三つのクォークによるバリオン。バリオン数は+1である。
- それぞれ異なるカラーの三つの反クォークによる反バリオン。バリオン数は−1である。

なお、バリオンにクォークおよび反クォークの対が追加された異種ハドロンの存在が予想されている。

## クォークで構成されない粒子
クォークで構成されない粒子のバリオン数は全てゼロである。そのような粒子には、レプトンやゲージ粒子（光子、グルーオン、WボソンとZボソンや仮説上の重力子）がある。